# Clasificación de vías navegables interiores europeas

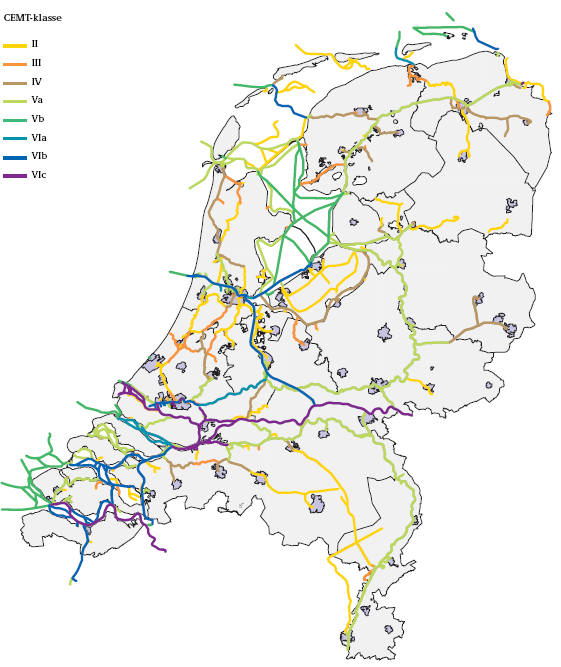
Red de canales neerlandesa claificada según la CEMT.

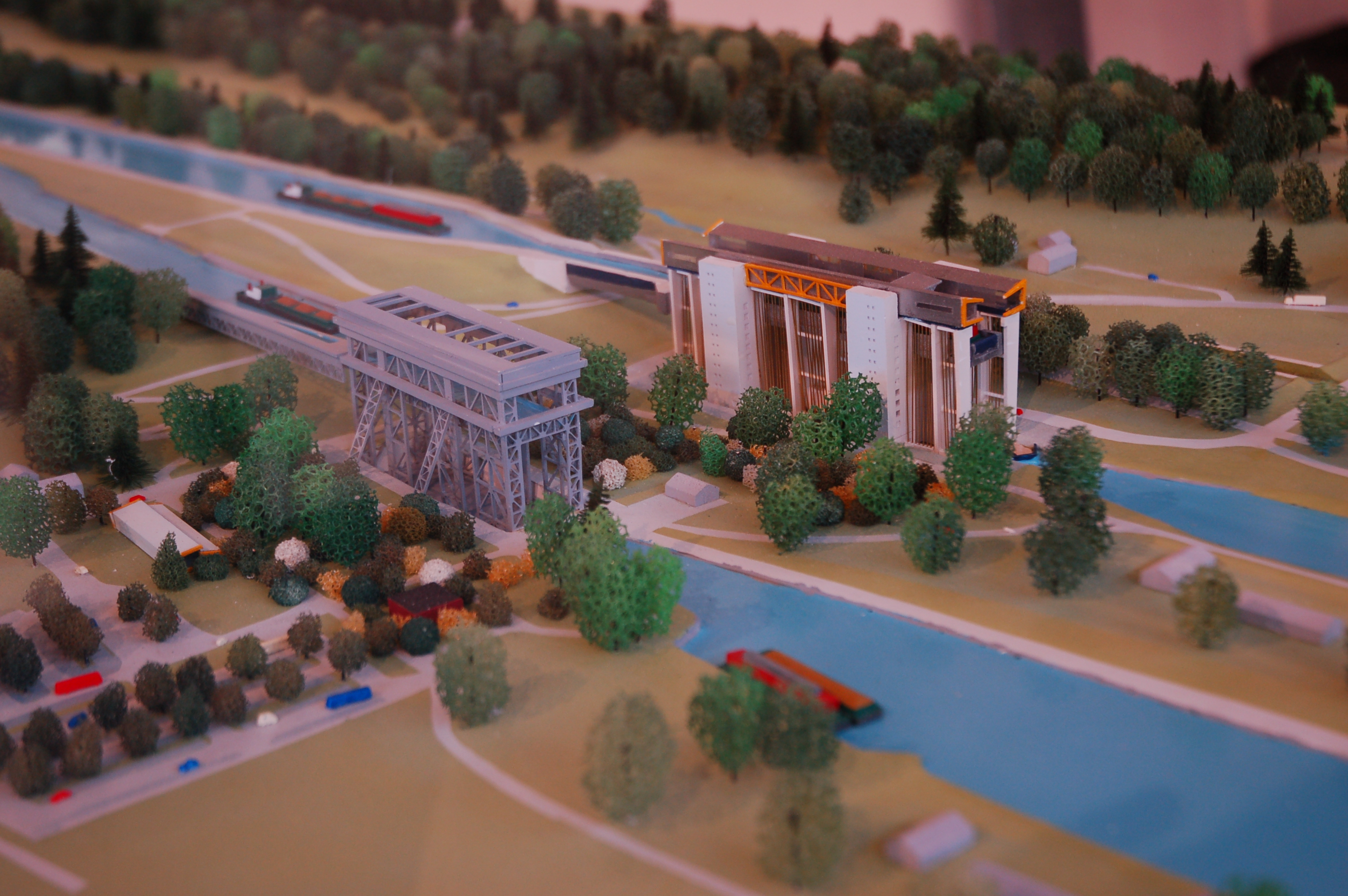
Estructuras tales como la elevador de barcos de Niederfinow limitan las dimensiones de los buques. Desde 2012 un segundo ascensor se construirá con un tamaño mayor.

La clasificación de vías navegables interiores europeas (en inglés: Classification of European Inland Waterways) es un conjunto de estándares para facilitar la interoperabilidad de las grandes vías navegables que forman parte de la Red Transeuropea de Vías Navegables Interiores dentro de la Europa continental y de Rusia. Fue creada por la Conferencia Europea de Ministros de Transporte (en francés: Conférence européenne des ministres des Transports, CEMT) en 1992, y por ello, el rango de dimensiones también se conocen como Clase CEMT I–VII .
El tamaño para cada vía está limitada por las dimensiones de las estructuras, incluyendo las esclusas y los ascensores de barcos en la ruta.

## Clasificación
La Clase I corresponde con la histórica galga Freycinet (en francés: Freycinet gauge) decretada en Francia durante 1879. Los tamaños más grandes de la clasificación se centran en el transporte de contenedores intermodales en convoyes de barcazas, propulsados por un remolcador de empuje. La mayor parte de los canales del Reino Unido tienen esclusas más pequeñas y podrían estar por debajo de las dimensiones del sistema de clasificación europea. En 2004, las normas se ampliaron con cuatro tamaños más pequeños RA–RD que cubren las embarcaciones de recreo, que originalmente había sido desarrollados y propuestos a través de PIANC. La propuesta de añadir los tamaños recreativos fue aprobada mediante la resolución 52 de la Comisión Económica de las Naciones Unidas para Europa.
| Clasificación | Tonelaje (t)  | Longitud (m) | Manga (m)   | Calado (m) | Air Draft (m)    | Notas            |
| ------------- | ------------- | ------------ | ----------- | ---------- | ---------------- | ---------------- |
| RA            |               | 5.5          | 2.00        | 0.50       | 2.00             | "Barco abierto"  |
| RB            |               | 9.5          | 3.00        | 1.00       | 3.25             | Cabin cruiser    |
| RC            |               | 15.0         | 4.00        | 1.50       | 4.00             | "Yate de motor"" |
| RD            |               | 15.0         | 4.00        | 2.10       | 30.00            | "Barco de vela"  |
| I             | 250–400       | 38.5         | 5.05        | 1.80–2.20  | 3.70             | "Péniche"        |
| II            | 400–650       | 50.0–55.0    | 6.60        | 2.50       | 3.70–4.70        | Euro-barcaza     |
| III           | 650–1,000     | 67.0–80.0    | 8.20        | 2.50       | 4.70             | "Gustav Koenigs" |
| IV            | 1000–1500     | 80.0–85.0    | 9.50        | 2.50       | 4.50; 6.70       | "Johann Welker"  |
| Va            | 1500–3000     | 95.0–110.0   | 11.40       | 2.50–4.50  | 4.95; 6.70; 8.80 | "Gran Rin"       |
| Vb            | 3200–6000     | 172.0–185.0  | 11.40       | 2.50–4.50  | 4.95; 6,70; 8,80 | convoy 1×2       |
| VIa           | 3200–6000     | 95.0–110.0   | 22.80       | 2.50–4.50  | 6.70; 8.80       | convoy 2×1       |
| VIb           | 6400–12 000   | 185.0–195.0  | 22.80       | 2.50–4.50  | 6.70; 8.80       | convoy 2×2       |
| VIc           | 600–18 000    | 270–280      | 22.80       | 2.50–4.50  | 8.80             | convoy 2×3       |
| VIc           | 9600–18 000   | 195–200      | 33.00–34.20 | 2.50–4.50  | 8.80             | convoy 3×2       |
| VII           | 14 500–27 000 | 285          | 33.00–34.20 | 2.50–4.50  | 8.80             | convoy 3×3       |